# Скабаланович Михайло Миколайович
Михайло Скабаланович (11 листопада 1871, село Субота, Гродненська губернія — серпень 1931, Архангельськ) — білоруський богослов та історик, випускник Київської духовної академії, викладач Київського університету. Доктор церковної історії. 
Син візантиніста і богослова професора Миколи Скабалановича (1848–1918). 

## Життєпис
Навчався у Віленській духовній семінарії, в 1896 році закінчив Київську духовну академію (кандидатська дисертація присвячена книзі пророка Єзекиїла).  
У 1898–1907 роках — помічник доглядача Маріупольського духовного училища. 
У 1904 році написав роботу «Перший розділ книги пророка Єзекиїла. Досвід пояснення», за яку Київська духовна академія в 1905 присвоїла йому ступінь магістра богослов'я. 
У 1906–1918 роках — викладач в Київській духовній академії (Святе Письмо Старого Завіту, потім догматичне богослов'я і латинську мову), а також читав курс візантології на історико-філологічному факультеті Вищих педагогічних курсів Товариства професорів і викладачів. 
Скабаланович написав ґрунтовну працю «Тлумачний Типикон», за який в 1912 році Київська духовна академія присудила йому ступінь доктора церковної історії. 
З 1920 — викладач кафедри класичної філології Київського університету. 
У 1928–1930 роках працював у етнографічній комісії НАН України. 
Був репресований і помер в 1931 році на засланні в Архангельську. 

## Твори
- Первая глава Книги пророка Иезекииля : Опыт изъяснения. — Мариуполь : тип. С. А. Копкина, 1904. — IV, 318, XII с.; 26.
- Что дает богослову первая глава книги пр. Иезекииля : Речь пред защитой магистерской диссертации. — Киев : тип. И. И. Горбунова, [1905]. — 6 с.;
- О звезде волхвов. — Киев : тип. И. И. Горбунова, [1906]. — 18 с.; 23.
- Что такое был рай? — Киев : тип. Горбунова, 1907. — [2], 19 с.
  - Что такое был рай? — [Киев] : тип. Акц. о-ва «Пет. Барский в Киеве», [1916]. — 12 с.
- Рождественская вечерня. — Киев : тип. Императорского университета св. Владимира, 1908. — 16 с.
- Святая земля в праздниках православной церкви : День Св. Троицы и Св. Духа / Сост. доц. Киев. духов. акад. М. Скабалланович. — Санкт-Петербург : тип. В. Ф. Киршбаума (отд-ние), 1908. — [4], 125 с.
- О догматике преосвящен. епископа Сильвестра : (По поводу его кончины 12 нояб. 1908 г.). — Киев : тип. «Петр Барский», 1909. — [2], 27 с.;
- Кеносис : Рец. на рукопис. магистер. дис. А. И. Чекановского: «К уяснению учения о самоуничтожении господа нашего Иисуса Христа» [излож. и критич. разбор кенотич. теорий о лице Иисуса Христа] / [Соч.] М. Скабаллановича. — Киев : тип. Акц. о-ва «Петр Барский в Киеве», 1910. — 15 с.
- Из Апостола : (Трудные места). — Киев : тип. АО печ. и изд. дела Н. Т. Корчак-Новицкого, 1911. — 32 с.
- Несколько поправок к книге о. прот. М. Лисицина: «Первоначальный славяно-русский Типикон, Спб. 1911 г.» : (Рец. и результаты коллоквиума). — Киев : тип. АО «Петр Барский в Киеве», 1912. — [2], 28 с.
- Рождественская служба. — Киев : тип. Императорского университета св. Владимира, 1914. — 29 с.;
- Св. архистратиг Михаил : Все, что можно знать о нем на основании Св. Писания, предания и соображений разума, — и о церковном чествовании св. Архангела. — [Киев] : тип. Акц. общ. Н. Т. Корчак-Новицкого, [1915]. — 16 с.
- Объяснение важнейших пасхальных песнопений с указанием связи между ними. — Москва : Тип. Акц. Общ. Н. Т. Корчак-Новицкаго, 1915. — 7 с.
- Событие Преображения Господня и его значение для христианского богословия.
- О пасхальных напевах / [М. Скабалланович]. — [Б. м.] : Тип. Акц. общ. Н. Т. Корчак-Новицкаго, 1915. — 4 с.
- К биографии М. Е. Салтыкова-Щедрина. — Тула : тип. Е. И. Дружининой, 1915. — 8 с.
- Толковый Типикон: Объяснительное изложение Типикона с историческим введением. [Архівовано 7 серпня 2020 у Wayback Machine.] — Киев: Тип. Ун-та св. Владимира, 1910. Вып. 1.—XIV, 494с. Вып. 2. — 1913. — XIV, 336 с. — Вып. 3. — 1915. — 78, II с.
  - Толковый Типикон : Объясн. излож. Типикона с ист. введ. : Вып. 1-3 / Сост. М. Скабалланович. — М. : Паломник, 1995. — [936] с.
  - Толковый Типикон : Объясн. излож. с ист. введ. : Вып. 1, 2, 3 / Сост. Михаил Скабалланович. — [Репр. изд.]. — М. : Паломникъ, 2003 (Тип. АО Мол. гвардия).
  - Толковый типикон : объясн. изложение типикона : с ист. введ. / Сост. Михаил Скабалланович. — М. : Сретен. монастырь, 2004 (Тип. АО Мол. гвардия). — 814, [1] с.
  - Толковый типикон : объяснительное изложение типикона : с историческим введением / сост. Михаил Скабалланович. — 2-е изд., испр. — Москва : Изд-во Сретенского монастыря, 2008. — 814, [1] с.
  - Толковый Типикон : объяснительное изложение Типикона с историческим введением / сост. Михаил Скабалланович. — 3-е изд. — Москва : Изд-во Сретенского монастыря, 2011. — 814, [1] с.
  - Толковый типикон : объяснительное изложение Типикона с историческим введением / составил профессор Киевской духовной академии Михаил Скабалланович. — 4-е изд. — Москва : Изд-во Сретенского монастыря, 2016. — 814, [1] с.;
- Христианские праздники: Всестороннее освещение каждого из великих праздников со всем его богослужением. — Киев: Изд. журн. «Проповеднический листок», 1915—1916. — Кн. 1-6.
  - Христианские праздники : Всесторон. освещение каждого из великих праздников со всем его богослужением / Под ред. М. Скабаллановича. — [Репр. изд.]. — Jordanville (N. Y.) : Holy Trinity monastery. 1976
- Рождество Христово. — Репринт. изд. — [Сергиев Посад] : Свято-Троиц. Сергиева лавра, 1995. — 195,[1] с.; 23 см. — (Христианские праздники. Под ред. М. Скабаллановича).
- Скабалланович М. Н.  — К. : Пролог, 2004. — 162 с. — (Lex Orandi) — 5000 прим. — ISBN 966-8538-06-4. Архівовано з джерела 28 серпня 2021
- Воздвижение Честного и Животворящего Креста Господня [Архівовано 1 травня 2013 у Wayback Machine.]. — Киев : Пролог, 2003. — 258 с. ; 20 см. — (Lex orandi).
- Рождество Пресвятой Богородицы [Архівовано 4 лютого 2012 у Wayback Machine.]. — Киев : Пролог, 2004. — 187 с. ; 20 см. — (Lex orandi).